# Wappen der Stadt Dorfen
Das Wappen der Stadt Dorfen ist neben der Flagge das offizielle Hoheitszeichen von Dorfen.

## Geschichte
Das Wappen der Stadt Dorfen entstand im zweiten Drittel des 14. Jahrhunderts. Es basiert vermutlich auf den Privilegien von 1331, sowie einem größeren und einem kleineren Siegel, von denen Abdrucke seit 1374 bzw. 1394 überliefert sind. Bereits in diesen Siegeln finden sich drei Häuser als das heraldische Symbol für Dorf.
Die Farbgebung ist bislang nur unerklärt überliefert. Im 16. Jahrhundert wurde für Häuschen und Schild Silber, für die Dächer Rot angegeben. Blau für den Schild ist dagegen im Schrifttum seit 1812 und auch in der Bürgermeistermedaille um 1820 bezeugt. Die aktuelle Tingierung stammt von Otto Hupp.
Das Wappenbild von Dorfen ist bereits in der großen Wappensammlung von Philipp Apian (1558/1589) und auf dem großen Wappenblatt, das der Hofmaler Hans Mielich (1516–1573) den Bußpsalmen des Orlando di Lasso 1565 voranstellte, enthalten.
Der heutige gültige Entwurf des Wappens stammt vom Heraldiker Max Reinhart und basiert auf dem Entwurf von Otto Hupp.